# Choni
Choni (gruz. ხონი), w czasach ZSRR Cułukidze – miasto w Gruzji. Według danych szacunkowych na rok 2014 liczy 8987 mieszkańców. Ośrodek przemysłowy.